# NGC 7484
NGC 7484 је елиптична галаксија у сазвежђу Вајар која се налази на NGC листи објеката дубоког неба.
Деклинација објекта је - 36° 16' 22" а ректасцензија 23h 7m 4,9s. Привидна величина (магнитуда) објекта NGC 7484 износи 11,2 а фотографска магнитуда 12,2. NGC 7484 је још познат и под ознакама ESO 407-6, MCG -6-50-26, PGC 70505.